# Birabenia
Birabenia is een geslacht van spinnen uit de familie wolfspinnen (Lycosidae).

## Soorten
De volgende soorten zijn bij het geslacht ingedeeld: 
- Birabenia birabenae Mello-Leitão, 1941
- Birabenia vittata (Mello-Leitão, 1945)